# Adithep Chaisrianan
Adithep Chaisrianan (thailändisch อดิเทพ ไชยศรีอนันต์; * 10. Oktober 2001), auch als Dave bekannt, ist ein thailändischer Fußballspieler.

## Karriere
Adithep Chaisrianan stand bis Mai 2022 beim Drittligisten Nakhon Si United FC unter Vertrag. Mit dem Verein aus Nakhon Si Thammarat spielte er in der Southern Region der Liga. Am Ende der Saison 2021/22 wurde er mit dem Verein Vizemeister der Region und qualifizierte sich für die Aufstiegsspiele zur zweiten Liga. Hier belegte man den dritten Platz und stieg in die zweite Liga auf. Nach dem Aufstieg verließ er den Klub und schloss sich dem in Tha Sala beheimateten Drittligisten MH Nakhonsi City FC an. Am Ende der Saison 2022/23 wurde er Vizemeister der Southern Region. In dei Aufstiegsspielen wurde man erster und somit Gesamtmeister der dritten Liga. Im Sommer 2023 wurde dem Verein die Lizenz für die zweite Liga verweigert. In der Sommerpause wurde sein Vertrag um ein Jahr verlängert. Chaisrianan spielte noch eine Spielzeit mit dem Klub in der dritten Liga. Im Juli 2024 wechselte er zu seinem ehemaligen Verein Nakhon Si United FC. Sein Zweitligadebüt gab Chaisrianan am 18. August 2024 (2. Spieltag) im Auswärtsspiel gegen den Erstligaabsteiger Police Tero FC. Bei der 2:1-Niederlage wurde er in der 62. Minute für Adisorn Noonart eingewechselt. Nach drei Zweitligaspielen wechselte er im Dezember 2024 zum Drittligisten Pattani FC. Mit dem Verein aus Pattani spielt er in der Southern Region der Liga.

## Erfolge
MH Nakhonsi City FC
- Thai League 3: 2022/23